# Милютин, Борис Алексеевич
Борис Алексеевич Милютин (1831—1886) — русский военный юрист и писатель

; действительный статский советник.

## Биография
Родился в 1831 году в семье Милютиных, получившей дворянское достоинство при Петре I за устройство в Москве первой шелковой фабрики. Сын Алексея Михайловича Милютина (1780—1846) и Елизаветы Дмитриевны Киселёвой, родной сестры графа П. Д. Киселёва, реформатора эпохи Николая I, сторонника освобождения крестьян; брат Дмитрия, Николая и Владимира Милютиных.
В 1851 году успешно окончил юридический факультет Императорского Санкт-Петербургского университета и 14 августа 1851 года поступил на государственную службу. Служил чиновником для особых поручений при генерал-губернаторе Восточной Сибири, генерале Николае Петровиче Синельникове; в то время им был составлен проект реорганизации управления ссыльными в Восточной Сибири. Кроме того, Милютин исполнял обязанности председателя иркутского губернского суда, а также был прокурором полевого военного суда и управлял Забайкальской областью.
Вместе с Загоскиным был редактором газеты «Амур» (1862), а также издавал и редактировал газету «Сибирский вестник» (1864).
9 февраля 1873 года Милютин получил чин действительного статского советника, а в сентябре 1874 года был назначен товарищем главного военного прокурора и стал деятельным сотрудником статс-секретаря В. Д. Философова по военно-судебной реформе. С назначением князя А. К. Имеретинского на пост главного военного прокурора, Милютин, почти одновременно с уходом с поста военного министра своего брата графа Дмитрия Алексеевича Милютина (в марте 1882 г.), также вышел в отставку. Милютин издал «Сборник историко-статистических сведений о Восточной Сибири» (т. I), а затем (без обозначения имени автора) книгу «Военный суд, его защитники и разрушители» (СПб., 1883), представлявшую защиту военно-судебной реформы 60-х годов XIX века.
Умер 13 (25) января 1886 года, похоронен на Волковом православном кладбище Санкт-Петербурга.

## Награды
За время службы Б. Милютин был удостоен следующих наград:
- орден Святой Анны 1-й степени,
- орден Святого Станислава 1-й степени,
- орден Святого Владимира 3-й степени,
- орден Святой Анны 2-й степени с императорской короной,
- орден Святого Станислава 2-й степени с императорской короной.

Также имел медаль «В память войны 1853—1856».